# Derecho de primogenitura
El derecho de primogenitura, o por elipsis primogenitura, confiere en el derecho tradicionalmente la totalidad, o la mayor parte, de los bienes de una casa al primogénito o, por extensión, a otro hijo en relación con otros hijos de la misma familia.  Con frecuencia este derecho está restringido al varón mayor de la familia, aunque existen algunas excepciones.

## Contexto
Esto constituye un elemento fundamental de consideración de las estrategias familiares materia de natalidad y de los proyectos de educación inducidos, y, sobre todo, con fines de preservar dominios o patrimonios de un tamaño suficiente que facilite la perpetuación del poder de un linaje. 
Este sistema de reparto de herencias importantes permitió fortalecer la aristocracia hereditaria y el campesinado terrateniente. En la sociedad occidental moderna, el hijo mayor de una familia señorial generalmente se hacía cargo de los asuntos una vez regresaba de una carrera militar, en este caso al heredar el mayorazgo, y uno o más segundones ingresaban en órdenes religiosas, imagen que utiliza Stendhal en Rojo y negro. Esta partición nunca ha sido automática, pudiendo los mayores profesar en las órdenes, o varios segundones disponer de una parte de la herencia. 
En las sociedades campesinas francesas regidas hasta el código napoleónico por el sistemas de casas, es decir designando un heredero universal, generalmente era el mayor quien heredaba la vivienda o la propiedad, pudiendo pagarse una compensación para los hijos menores o menores.

## Derecho por países
Legalmente, según los países, prevalece el ordenamiento referente al estado civil.
Ya en la Biblia hace referencia al derecho de primogenitura  cuando se refiere a la rivalidad entre los hermanos gemelos Esaú y Jacob, hijos de Isaac y Rebeca (Génesis 25:29–34).

### Francia
En Francia, el derecho de primogenitura se aplicaba sólo a las familias nobles (aunque los plebeyos ricos se aprovechaban de ello). Concedía al primogénito varón una parte preponderante de la herencia paterna y materna. Fue abolido en 1792, durante la Revolución francesa, luego parcialmente restablecido en 1826 por los ultrarrealistas, antes de ser abolido definitivamente en 1849.
En Bretaña, está la asamblea de barones conocida como «L'Assise du comte Geoffroy», un texto jurídico redactado por Godofredo II de Bretaña en 1185 en el cual se decidió que las herencias nobiliarias ya no se repartirían entre los hijos, sino que pertenecerían íntegramente al primogénito o el mayor, que colocaría y dotaría adecuadamente a los más segundones.
Entre las clases de medios rurales, este derecho dependía del derecho consuetudinario vigente. En el siglo XVII, los sistemas de casas están presentes principalmente en la parte sur de Francia. Los herederos universales suelen ser los varones primogénitos, pero hay algunas excepciones: según la costumbre de Bigorra, es sistemáticamente el primer descendiente el que hereda, sea niña o niño. Según un censo realizado en Saint-Victor-la-Coste, en el languedociano valle del Ródano, el heredero designado en cada generación es el 85 % de casos un niño, en 15 % de los casos una niña, y en el caso de los niños, son los mayores quienes heredan, en el 95 % de casos.

### España e Hispanoamérica
En España e Hispanoamérica, la ley de primogenitura permaneció vigente hasta que en octubre de 1820 se produce la abolición de los señoríos.

### Japón
En Japón, el derecho de primogenitura permaneció siendo legalmente efectivo hasta 1948, cuando las fuerzas de ocupación estadounidenses promulgaron un nuevo código civil inspirado en derecho occidental.